# یوناتان هورتن
یوناتان هورتن (به انگلیسی: Jonathan Horton) ژیمناست زادهٔ ۳۱ دسامبر ۱۹۸۵ میلادی اهل کشور ایالات متحده آمریکا است.